# Средно училище „Любен Каравелов“ (Варна)
Вижте пояснителната страница за други значения на Средно училище „Любен Каравелов“.
СУ „Любен Каравелов“ е средно образователно училище в град Варна.

## История
На 15 септември 1961 година е основано училище „Любен Каравелов“ в квартал Аспарухово, с директор Лалю Цонев Нанев. През 1968 г. е завършена четириетажна пристройка към основната учебна сграда, която позволява да се подобрят значително материалните условия на работа.
През 1981 година ОУ „Любен Каравелов" е обявено за ЕСПУ. На следващата година горният курс е закрит, а три години по-късно училището е преустроено в ЕСПУ с разширено изучаване на изобразително изкуство – голяма чест и отговорност за учителския колектив.
През 1992 година учебно – възпитателният процес се обогатява с разкриване на първите паралелки с професионална подготовка. Успоредно с изобразителното изкуство, учениците от горния курс изучават банково, застрахователно и осигурително дело, икономика и мениджмънт, митническо комисионерство.
През 2000/2001 година приключва обучението по профилирана подготовка. В СОУ „Любен Каравелов“ е разкрит нов профил – природоматематически с профилиращ предмет информатика и информационни технологии, като обучението продължава и понастоящем.
Традиция е да се отбелязва патронния празник с тържествени концерти, а отличните ученици да посещават родното място на Любен Каравелов в град Копривщица. Особено тържествено е отбелязана 25-годишнината на училището през 1985/1896 година. Организирани са тридневни юбилейни празници, а на 4 октомври 1985 г. е открит тържествено бюст на Любен Каравелов и музейна експозиция, разказваща за делото и живота на патрона. Автори на бюста са преподавателите по изобразително изкуство Румен Иванов и Венелин Божидаров, а средствата са набрани от трудови акции на учениците.

## Обучение
- Приемат се деца на 5 и 6 години за полудневно обучение и подготовка за първи клас.
- I – VII клас – математика, информационни технологии, английски език, изобразително изкуство
- VIII – ХII клас – история и цивилизация, математика, информационни технологии, български език и литература, английски език, изобразително изкуство
- Клубове по: роботика, компютърен дизайн и анимация, работа в облачни технологии, театрално ателие, английски език.